# 꼬창

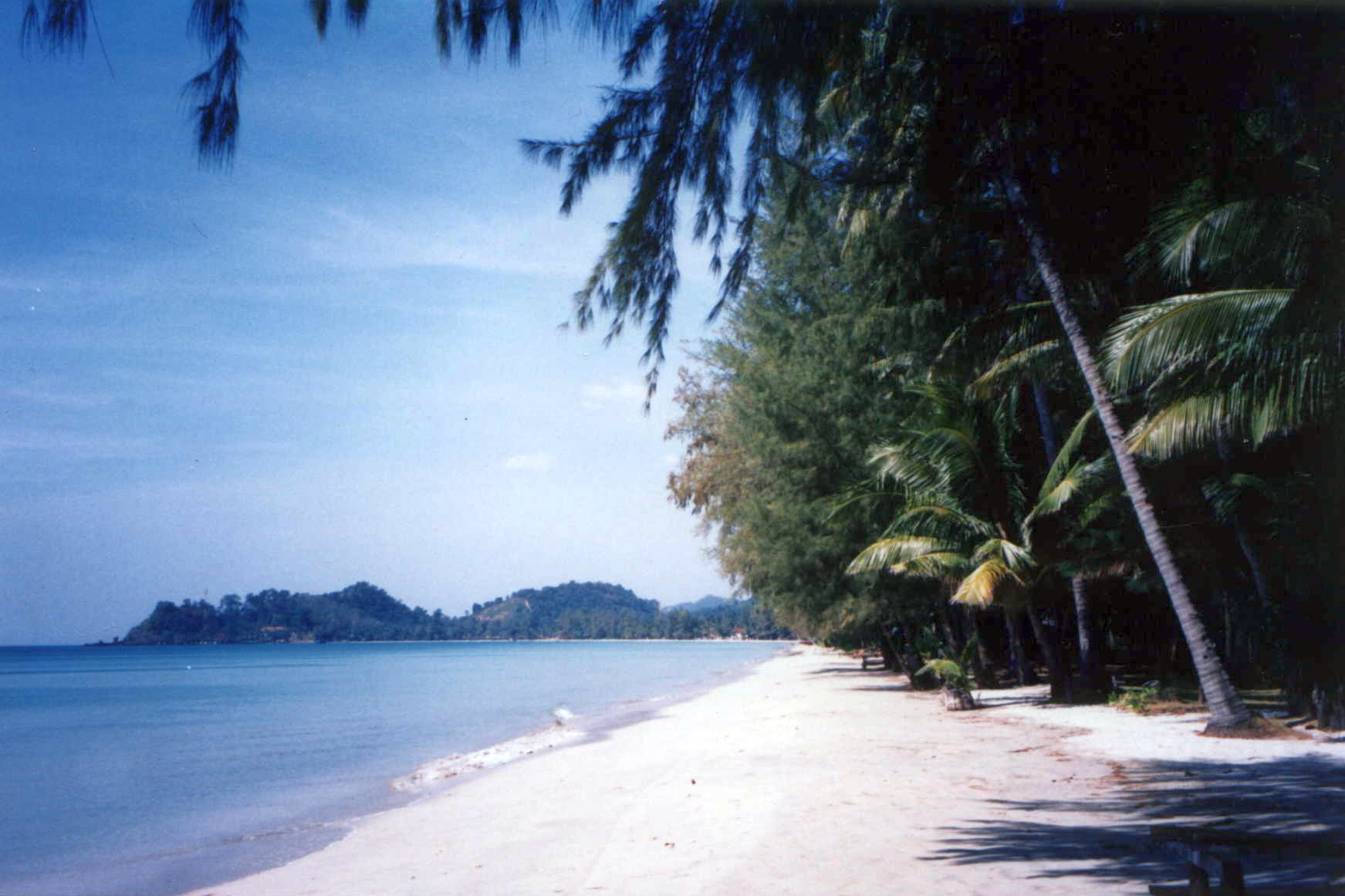
핫끌롱쁘라오 해변

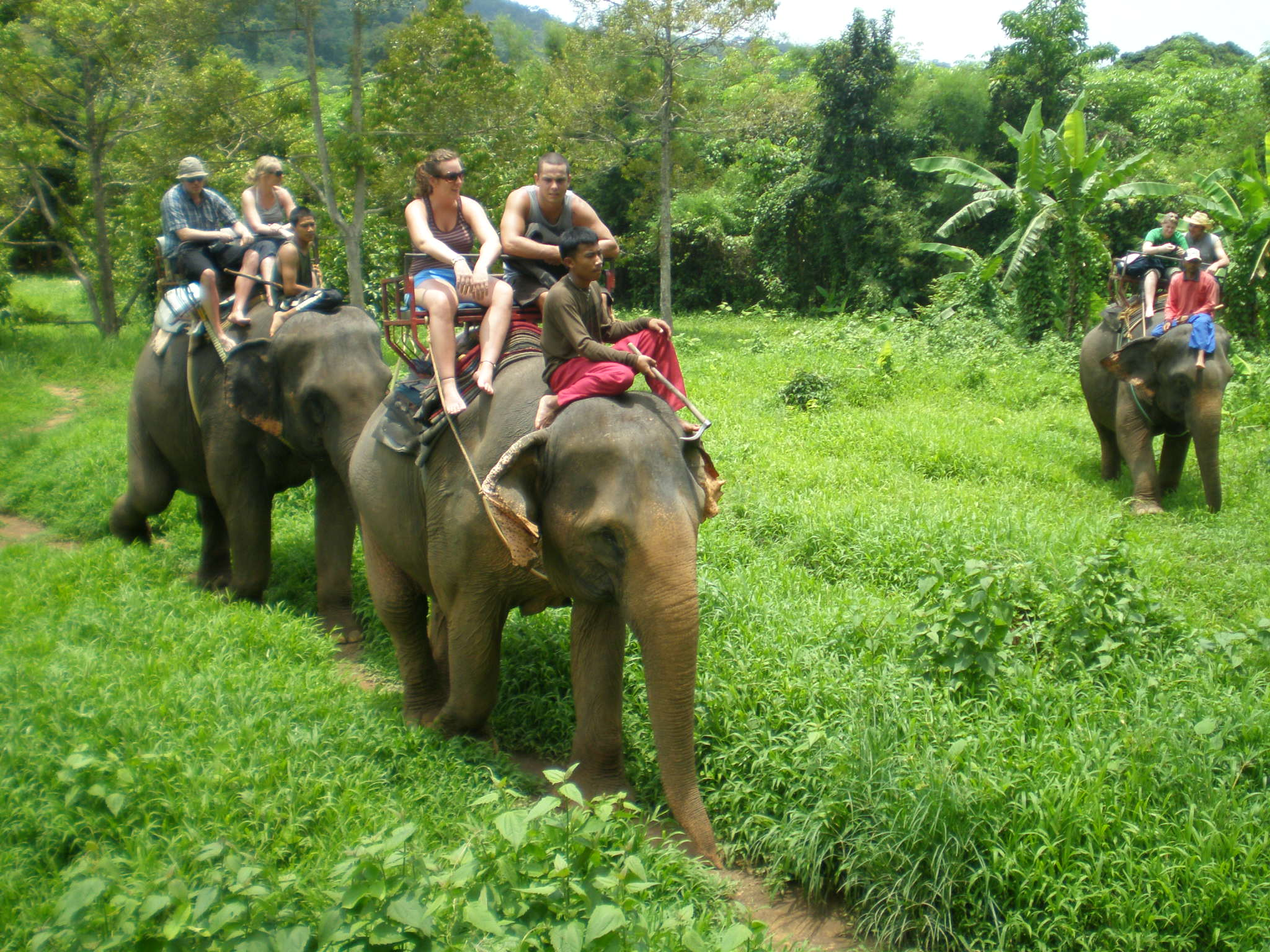
반콴의 코끼리 트레킹

꼬창(태국어: เกาะช้าง, Ko Chang)은 태국에서 2번째로 큰 섬으로 캄보디아와의 국경 근처의 타이만에 위치하고 방콕에서 310km 떨어져 있다. 꼬는 섬을, 창은 코끼리를 뜻하며, 꼬창이라는 이름은 곶의 모양이 코끼리를 닮은 데에서 유래한다. 산으로 이루어진 섬이고 카오살락펫은 섬의 최고봉으로 해발 744m이다. 방문객들은 또한 폭포와 웅장한 암초, 열대우림을 만날 수 있다. 섬의 면적은 약 217km2 이고 인구는 2005년 기준으로 5,356명이다. 꼬 창은 예전에는 무인도였고 아오살락펫과 아오살랏은 특히 중국인과 베트남인으로 이루어진 해적으로 유명했다. 현재는 배들이 몬순으로부터 대피하는 항구로서 중요하다.
섬은 무꼬창 해양국립공원의 일부이다. 2차 대전 중에 태국이 일본에 점령당했을 때 꼬창은 왕립 태국 해군과 비시 프랑스 대대간의 해전이 벌어진 곳이었다. 이 전투에서 태국군은 결정적으로 패하였다.
1980년대 중반까지 섬의 기반시설은 개발되지 않은 상태였으나 이후 관광업이 상당히 발전하였다. 2000년 무렵에 말라리아가 박멸되었고 국립공원이 되었다. 섬은 현재 해마다 태국 전체 방문객의 3분의 2에 해당하는 655,000명이 방문하고 있다. 꼬창은 처녀림이 남아있는 몇 안되는 장소의 하나이다.

## 역사
2차 대전 이전에 꼬창은 사람들에게 잘 알려지지 않은 곳이었다. 이 기간에 몇몇 가구들이 코코넛과 과일을 재배하며 생계를 유지하였다. 1941년 1월, 일본의 점령기 때 태국 해군은 프랑스 해군과 꼬 창 남동쪽에서 해전을 벌였다. 이 전투에서 프랑스군은 태국군을 격파하였다.
1970년대 중반에 외국의 배낭여행자가 섬에 들어오기 시작할 때까지 꼬창에는 어떠한 일도 일어나지 않았다. 1982년에 꼬창을 비롯한 주변 지역은 무꼬창 해양국립공원의 일부가 되었다. 최근 10년 사이에 꼬 창은 태국의 주요 관광지가 되었다.

## 지리
꼬창의 지형은 높은 산과 복잡한 기암 절벽으로 이루어져 있다.
섬은 길이는 약 30km이고 폭은 약 14km, 면적은 217km2이다. 해양국립공원의 면적은 650km2이고 그 중 70%가 바다이다. 섬의 내부는 열대우림으로 덮여있는 산지이다. 가장 고도가 높은 곳은 743m의 카오살락펫이다. 섬에는 많은 모래사장이 있고 호텔과 리조트가 산재한다.
서해안의 핫사이카오, 핫카이묵, 핫따남은 많은 관광객을 불러모으고 있다. 남해안의 램방바오 또한 인기있는 행선지이다. 서해안에는 경사가 심한 도로가 있고 동해안은 지형 때문에 도로를 만들 수 없다. 대부분의 건물은 나무로 된 수상 가옥이다. 섬은 주로 뜨랏 주변의 램응옵에서 출발하는 페리를 통해 접근할 수 있다.
꼬 창의 계절은 크게 3개로 나뉜다. 11월부터 2월까지는 시원한 '겨울'이고 3월부터 5월까지는 혹서기, 6월부터 10월까지는 우기이다. 연 강수량은 4000mm에 이른다.

## 행정
섬은 뜨랏 주의 군(암프)을 이룬다. 원래는 램응옵군에 속했으나 1994년 4월 30일에 꼬창군으로서 독립하였다.